# غيلهيرم باربوسا
غيلهيرم باربوسا دوس سانتوس سيلفا (17 يناير 2000 في البرازيل - ) هو لاعب كرة قدم برازيلي يلعب كلاعب وسط لعب سابقاً في نادي بوتافوغو ولوكوموتيفا كوشيتسه ونادي عجمان.

## روابط خارجية
غيلهيرم باربوسا على موقع قاعدة بيانات كرة القدم.إي يو (الإنجليزية)